# Síťová karta

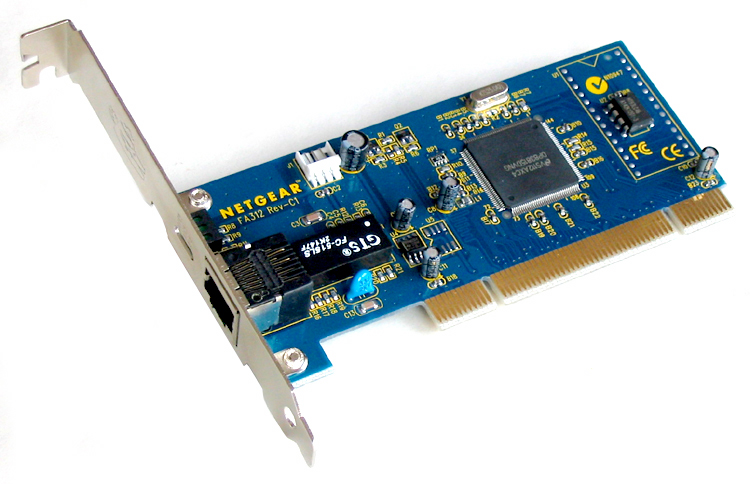
Síťová karta

Síťová karta (anglicky Network Interface Controller, zkratka NIC) je v informatice zařízení pro propojení počítačů v počítačové síti. Ve stolních počítačích má podobu karty, která se zasune do slotu (sběrnice PCI-e) základní desky nebo (což je dnes daleko častější varianta) je na základní desce integrovaná. U notebooků je situace podobná, integrace převládá a pro externí připojení se používá rozhraní USB.
Síťové rozhraní je v počítači (resp. v operačním systému) síťová karta, Wi-Fi rozhraní nebo virtuální rozhraní, které přijímá a vysílá v počítačové síti data (např. ethernetové rámce). Za síťové rozhraní nepovažujeme síťové porty opakovače (repeater), hubu, switche a bridge (mosty), které není v síti možno adresovat (poslat konkrétně jemu nějaká data).

## Adresace
Každá ethernetová síťová karta má od výrobce stanoven jedinečný 48bitový identifikátor, který se nazývá MAC adresa (též známá jako fyzická nebo hardwarová adresa). Tato MAC adresa je v první polovině identifikací výrobce a v druhé části zajišťuje jedinečnost MAC adresy v síti, a proto se může stát, že se vyskytnou dvě síťové karty se stejnou MAC adresou. V takovém případě je možné MAC adresu nastavit jinak (buď pomocí speciálního programu přímo v EEPROM síťové karty nebo jen dočasně za běhu pomocí nastavení jejího ovladače). V paměti je uložen také firmware, který provádí funkce řízení logického spoje a řízení přístupu na média ve spojové vrstvě modelu OSI.
Jiné technologie (např. ARCNET, ATM apod.) mají formát adresy jiný.

## Konstrukce
Interní síťová karta je určená pro zapojení do slotu sběrnice (PCI, PCIE, ISA apod.). Síťová karta je skrze sběrnici řízena pomocí I/O adresy, DMA a IRQ.
Na kartě se obvykle nachází:
- specializovaný komunikační obvod – jádro karty. Jde o specializovaný komunikační procesor obsahující vše, co komunikace přes síť vyžaduje a který výrazně zjednodušuje její konstrukci. Největšími výrobci obvodů jsou Realtek, 3Com, SMC Corporation, Intel atd.
- ROM paměť – resp. patice pro paměť (tzv. „BootROM“) s programem umožňující připojení k síti LAN bez dodatečného komunikačního softwaru. Umožňuje postavit počítač bez operačního systému – bezdisková stanice (tzv. terminál, pracovní stanice), který si veškerý software potřebný pro práci stáhne z hlavního počítače – serveru.
- napěťový měnič z 5V na 9V potřebný pro některé druhy sítí
- na liště se nachází konektor podle použité linky (BNC, RJ-45 – TP, Token ring, AUI, …) kam se připojuje komunikační síťový kabel.
- LED diody na indikaci aktivity sítě a přítomnosti signálu v síti.

Externí karty obsahují navíc části potřebné pro komunikaci přes daný externí port (USB, PCMCIA, …).

## Parametry
Síťové karty dále rozlišujeme podle jejich použití a to na serverové síťové karty a na karty, které jsou určené do pracovních stanic. Na serverové karty jsou pochopitelně kladeny daleko větší nároky. Jsou většinou víceportové a musí poskytovat více funkcí - např.: zvýšenou datovou propustnost, větší spolehlivost, rozšířené možnosti komunikace a snížené zatížení procesoru.
Při výběru síťové karty bychom měli brát v úvahu následující parametry:
| Typ média: | kroucená dvojlinka, tenký/tlustý koaxiální kabel, bezdrátová komunikace, optické vlákno, … |
| Typ sítě:  | Ethernet, Fast Ethernet, Arcnet, Token Ring, FDDI, …                                       |
| Rychlost:  | 4 Mbit/s, 10 Mbit/s, 16 Mbit/s, 100 Mbit/s, 1 Gbit/s, 10 Gbit/s, …                         |

## Výrobci
- Cisco
- 3Com
- AMD
- ASIX Electronics
- Broadcom
- Digital Equipment Corporation (DEC)
- Intel
- Marvell Technology Group
- National Semiconductor
- Netgear
- Novell
- Realtek
- VIA Networking